# Цельтис, Конрад
Конрад Цельтис (нем. Conrad Celtis; настоящая фамилия — Биккель или Пиккель (нем. Bickel или Pyckell); 1 февраля 1459, Випфельд — 4 февраля 1508, Вена) — выдающийся немецкий поэт-гуманист рубежа XV—XVI веков. Учился в Кёльнском и Гейдельбергском университетах.

## Биография
Конрад Цельтис родился 1 февраля 1459 года в Випфельде.
C именем Конрада Цельтиса, самого значительного неолатинского поэта в Германии эпохи Возрождения, связан расцвет чувственной, жизнерадостной любовной лирики. Стремясь «приумножить славу отечества», надеясь на то, что центр новой культуры сможет переместиться из Италии в Германию, он основывал, укреплял, вдохновлял все новые гуманистические содружества в разных городах, где вёл научную и преподавательскую деятельность. 
Именно Цельтис выдвинул самую широкую программу коллективной работы немецких гуманистов. Он призывал собирать, изучать и издавать источники, освещающие историю родной страны, её этнографические и географические особенности, культурные достижения разных веков. Он выступал за политическую централизацию Германии, мечтая о времени, когда будет положен конец княжеским междоусобицам. Насмехаясь над невежеством и пороками клира, Цельтис отстаивал необходимость тесной связи гуманитарных наук с математическими дисциплинами и изучением природы, с жаром пропагандировал светскую образованность. 
Перед читателем его произведений Цельтис представал в разных, мало согласованных обличьях: то как восторженный поклонник античной классики, то как сторонник обновлённого христианского благочестия, окрашенного в тона неоплатонизма, то как апологет древней, якобы исконно германской, но во многом созданной богатым поэтическим воображением самого Цельтиса «религии друидов». 
Столь же многогранным оказывался его образ в лирике: в «Четырёх книгах любовных элегий соответственно четырём сторонам Германии» описания любовных переживаний поэта сплетались с характеристиками женских темпераментов разных типов, сложной и многозначной символикой, тонко обрисованным пейзажем. Разносторонняя одарённость Цельтиса способствовала широте его увлечений, но при всей противоречивости взглядов поэта главным стержнем его творчества всегда оставалась гуманистическая настроенность произведений.
Цельтису посвящена почтовая марка  Генерал-губернаторства 1944 года.